# Máximo Tenorio
Máximo Wilson Tenorio Quiñónez (Esmeraldas, 30 settembre 1970) è un ex calciatore ecuadoriano, di ruolo difensore. Ha giocato per la nazionale di calcio ecuadoriana per 5 anni, totalizzando 38 presenze e segnando 3 reti.

## Carriera

### Club
Ha giocato prevalentemente per l'Emelec,  nel quale ha passato otto stagioni in totale; ha avuto un'esperienza in Brasile nelle file del Vasco da Gama nel 1996.

### Nazionale
Dal 1992 al 1997 ha fatto parte della nazionale di calcio ecuadoriana, partecipando a tre edizioni della Copa América

## Palmarès

### Club

#### Competizioni nazionali
- Campionato ecuadoriano: 3

Emelec: 1993, 1994
Barcelona SC: 1997